# 山下元一郎
山下 元一郎（やました げんいちろう、1979年8月10日 - ）日本の政治家。高知県四万十市長（1期）。

## 来歴
現在の高知県四万十市出身。私立土佐塾高等学校、横浜国立大学経営学部卒業。
2006年に帰郷し、祖父の代から続く砕石会社、協和砂利株式会社に入社。2010年より同社代表取締役。家業の傍ら、2015年2月には高校時代の友人が立ち上げたITベンチャー企業・カラフルボード株式会社（現・SENSY株式会社）に入社し経営企画マネジャーを務める。2016年中村青年会議所理事長、2019年日本青年会議所四国地区高知ブロック協議会会長を務める。2020年より尾﨑正直衆議院議員私設秘書。2022年、SENSY株式会社監査役。
2024年8月、2025年4月に行われる四万十市長選挙に立候補を表明。2025年4月20日投開票の四万十市長選挙に立候補し、自民党の推薦を受けた山下が、元市職員と元市議を破って初当選。5月15日、四万十市長就任。